# Odsherred

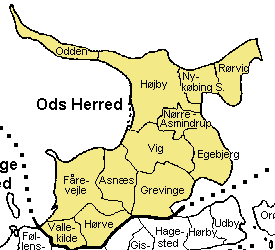
Karta över Ods härad (Odsherred).

Odsherred (tidigare, eller när det historiska häradet avses: Ods härad, danska: Ods Herred) är ett område (halvö) på nordvästra Själland i Danmark, som bland annat omfattar staden Nykøbing Sjælland och den mindre halvön Sjællands Odde. Västerut ligger Stora Bält och i öster Isefjorden.
2007 blev tre kommuner i området (Dragsholm, Nykøbing-Rørvig och Trundholm) sammanslagna till Odsherred kommun, när Danmark genomgick en landsomfattande kommunindelningsreform. Den nya kommunen har samma omfattning som det historiska häradet tidigare hade.